# Łazy (Starachowice)
 Łazy – obszerne osiedle administracyjne i mieszkaniowa część miasta Starachowice. Leży we wschodniej części miasta. Prez osiedle przebiega ulica o nazwie Łazy.

## Charakterystyka zabudowy
Występuje tu głównie zabudowa jednorodzinna. Dwa bloki zostały zbudowane w latach 90. i miały zapoczątkować budowę dużego osiedla liczącego 12 000 mieszkańców, do czego ostatecznie nie doszło. 

## Infrastruktura i usługi
Na Łazach znajduje się Inkubator przedsiębiorczości, prowadzony przez Regionalną Izbę Gospodarczą. Brak tu obiektów infrastruktury społecznej.